# Prélude et fugue (Roussel)
Prélude et fugue est une œuvre pour piano d'Albert Roussel composée en 1932 et 1934.

## Présentation
Sollicité par Henry Prunières pour un hommage à Bach de La Revue musicale, Roussel compose en 1932 une fugue pour piano. Deux ans plus tard, le compositeur adjoint à la fugue un prélude afin de former une œuvre cohérente, Prélude et fugue. 
La partition de la fugue est publiée en décembre 1932 dans le numéro spécial « Hommage à Bach » de La Revue musicale aux côtés de pièces de Malipiero, Poulenc, Honegger et Casella. L’œuvre complète est publiée par Durand en 1934. 
Prélude et fugue est dédié au pianiste et compositeur Henri Gil-Marchex,. 
La création se déroule à Paris, salle Chopin (Pleyel) le 23 février 1935, dans le cadre d'un concert de la Société nationale de musique, avec le dédicataire au piano. 

## Structure
L’œuvre, d'une durée moyenne d'exécution de cinq minutes environ, comprend deux mouvements :
1. Prélude — Allegro vivo à 
 ( = 144) ;
2. Fugue (sur le nom de Bach) — Allegro non troppo à 
 ( = 120).

## Analyse
L'ensemble est, d'après Damien Top, « très roussélien par son humour mêlé de sérieux ».
Le Prélude, dernière partition pour piano du compositeur et « l'une des plus belles » selon Harry Halbreich, est en fa mineur, et, à l'exception de quelques mesures, s'égrène entièrement en une nuance , dans une « rythmique implacable, presque féroce ». 
Guy Sacre qualifie la pièce de « pages harcelées d'accents, frappées d'octaves violentes, labourées de traits obstinés de doubles croches, — et que leur densité et leur concision extrêmes rendent encore plus impressionnantes ».
Top constate que ce prélude « déploie l'énergique raucité et les âpres harmonies associées au Roussel de la maturité ». 
Page « puissamment concentrée », la Fugue est en fa majeur et construite autour du motif Bach (si , la, do, si ), mais au lieu « de l'intervalle de seconde mineure que forment d'ordinaire les deux dernières [notes], Roussel choisit le renversement, une septième majeure, qui donne immédiatement beaucoup d'âpreté au motif ».

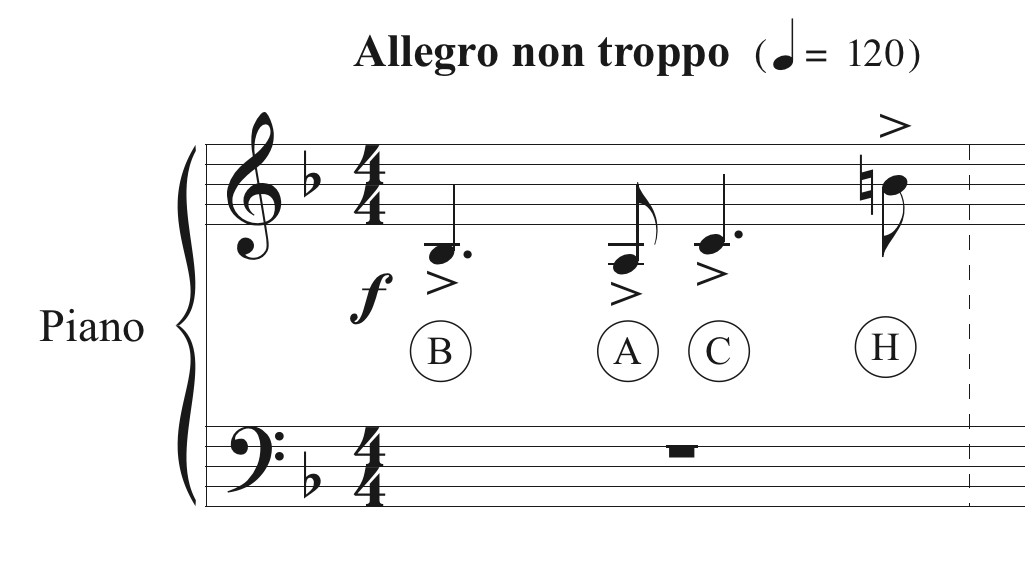
Disposition du motif Bach utilisé par Roussel.

La pièce s'ouvre sur un tempo rapide, puis « ralentit en chemin (moderato) et s'achève (andante) dans la douceur et le recueillement », en « une conclusion digne du Cantor ».    
Prélude et fugue porte le numéro d'opus 46 et, dans le catalogue des œuvres du compositeur établi par la musicologue Nicole Labelle, le numéro L 58.

## Discographie
- « Albert Roussel, l'intégrale pour piano », Lucette Descaves (piano), 2 disques 33t, Versailles MEDX12011 et MEDX12012, 1959[11],[12].
- « Albert Roussel, intégrale de l'œuvre pour piano », 2 disques 33t, Jean Boguet (piano), Belvédère BEL 1111 et BEL 1112, 1969[13],[12].
- « Albert Roussel, l'Œuvre de piano », Alain Raës (piano), Solstice 3D 8005, Paris, 20-22 octobre 1979.
- Roussel : Promenade sentimentale, Complete Piano Music, Emanuele Torquati (piano), Brilliant Classics 94329, 2012[14].
- Roussel : Piano Music Vol. 1, Jean-Pierre Armengaud (piano), Naxos 8.573093, 2013[15].
- Albert Roussel Edition, CD 1, Jean Doyen (piano), Erato 0190295489168, 2019[16].

### Ouvrages généraux
- Alfred Cortot, La Musique française de piano, Paris, Presses universitaires de France, coll. « Quadrige » (no 25), 1981 (1re éd. 1937), 764 p. (ISBN 2-13-037278-3, OCLC 612162122, BNF 34666356), « L'œuvre pianistique d'Albert Roussel », p. 591–617.
- Michel Duchesneau, L'Avant-garde musicale et ses sociétés à Paris de 1871 à 1939, Paris, Mardaga, 1997, 352 p. (ISBN 2-87009-634-8).
- Harry Halbreich, « Albert Roussel », dans François-René Tranchefort (dir.), Guide de la musique de piano et de clavecin, Paris, Fayard, coll. « Les Indispensables de la musique », 1987, 867 p. (ISBN 978-2-213-01639-9, OCLC 17967083), p. 621-624.
- Guy Sacre, La musique pour piano : dictionnaire des compositeurs et des œuvres, vol. II (J-Z), Paris, Robert Laffont, coll. « Bouquins », 1998, 2998 p. (ISBN 978-2-221-08566-0), p. 2335-2345.

### Monographies
- Nicole Labelle, Catalogue raisonné de l'œuvre d'Albert Roussel, Louvain-la-Neuve, Département d'archéologie et d'histoire de l'art, Collège Érasme, coll. « Publications d'histoire de l'art et d'archéologie de l'Université catholique de Louvain » (no 78), 1992, 159 p.
- Hélène Pierrakos, « Catalogue des œuvres », dans École normale de musique de Paris, Jean Austin (dir.), Albert Roussel, Paris, Actes Sud, 1987, 125 p. (ISBN 2-86943-102-3), p. 46–95.
- Damien Top, Albert Roussel, Paris, Bleu nuit éditeur, coll. « Horizons » (no 53), 2016, 176 p. (ISBN 978-2-35884-062-0).